# Otto Clemens Fikentscher

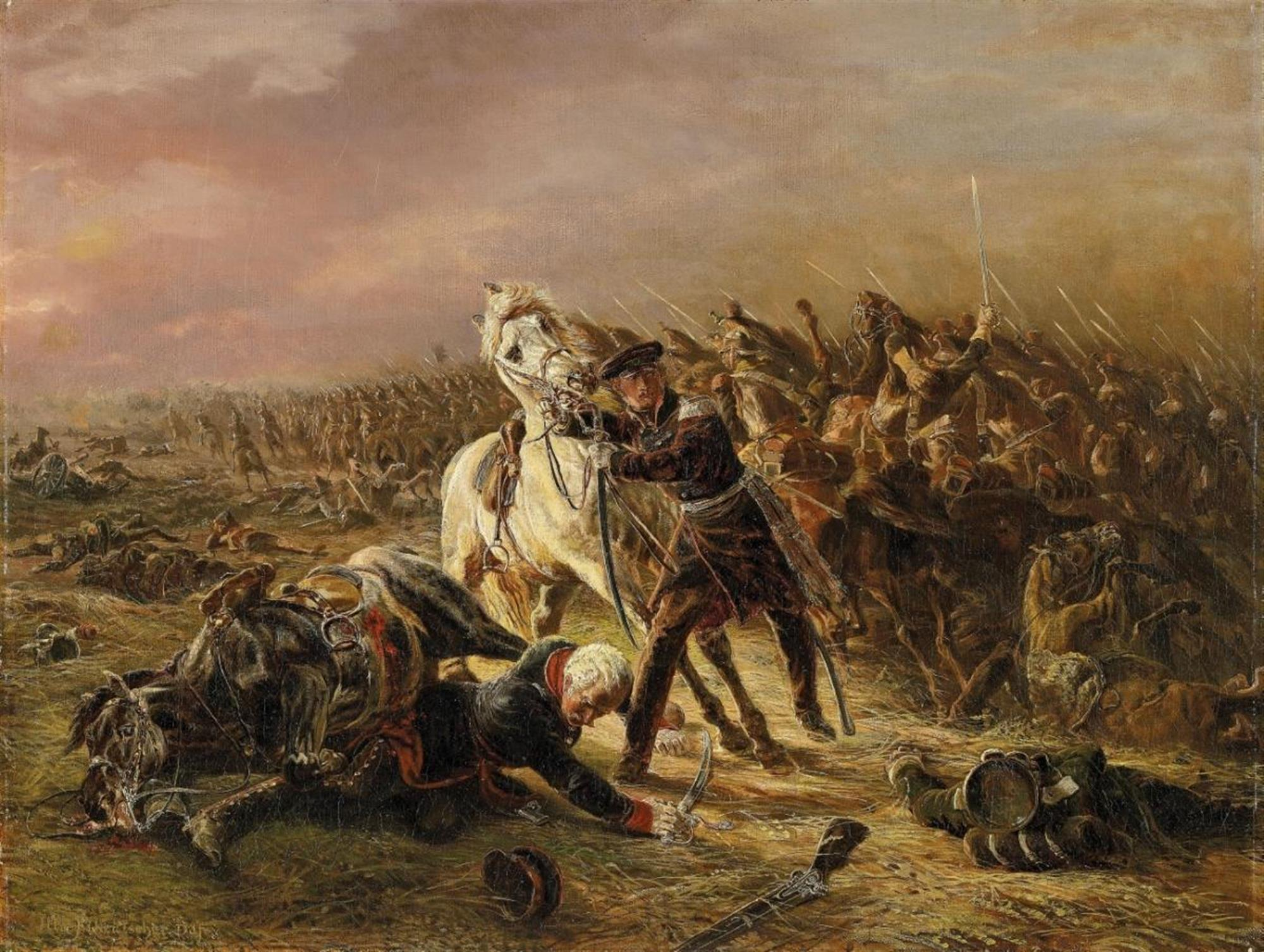
Blüchers Rettung durch seinen Adjudanten Nostitz …

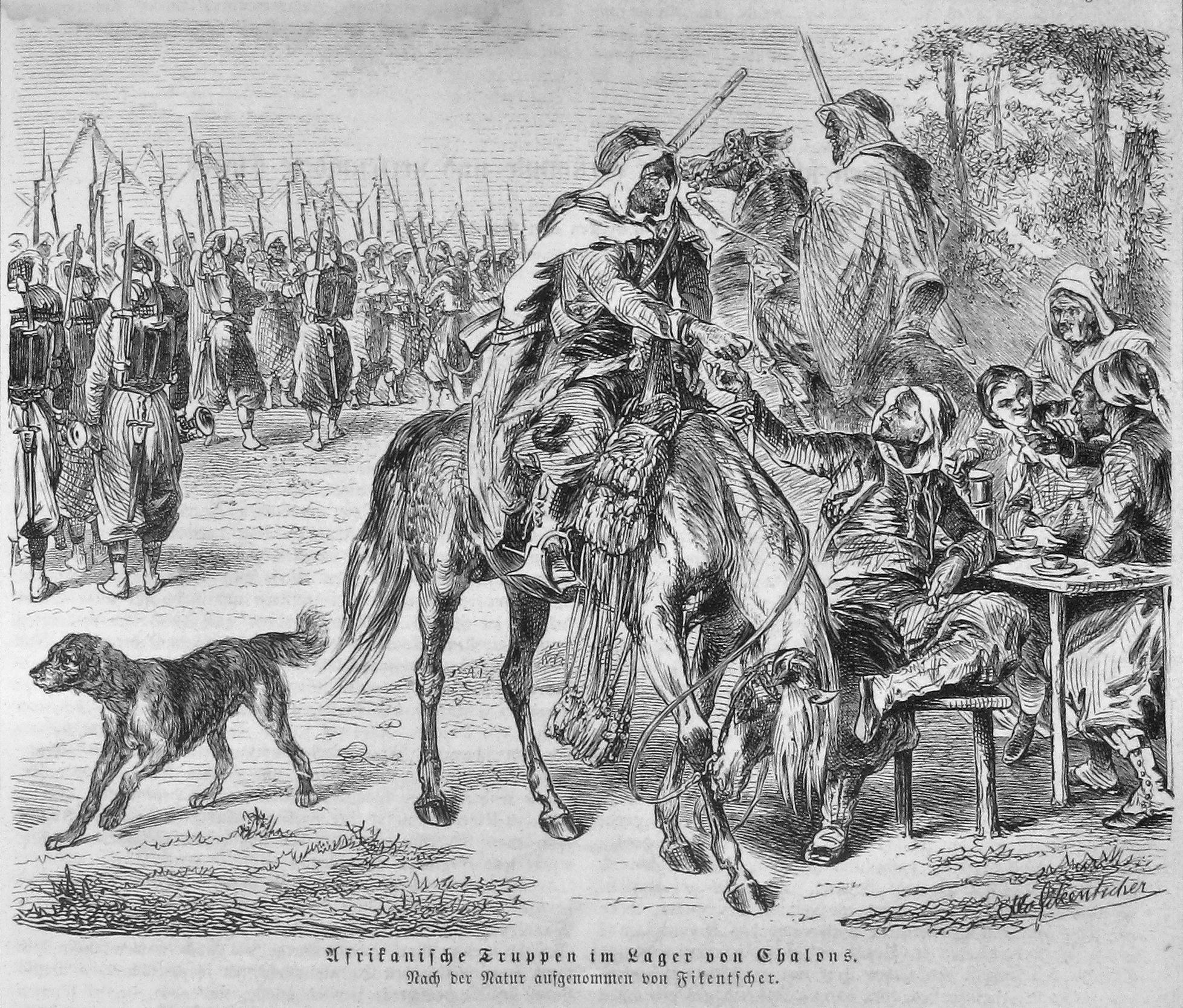
Die Gartenlaube (1863): Afrikanische Truppen im Lager von Chalons. Nach der Natur aufgenommen von Fikentscher

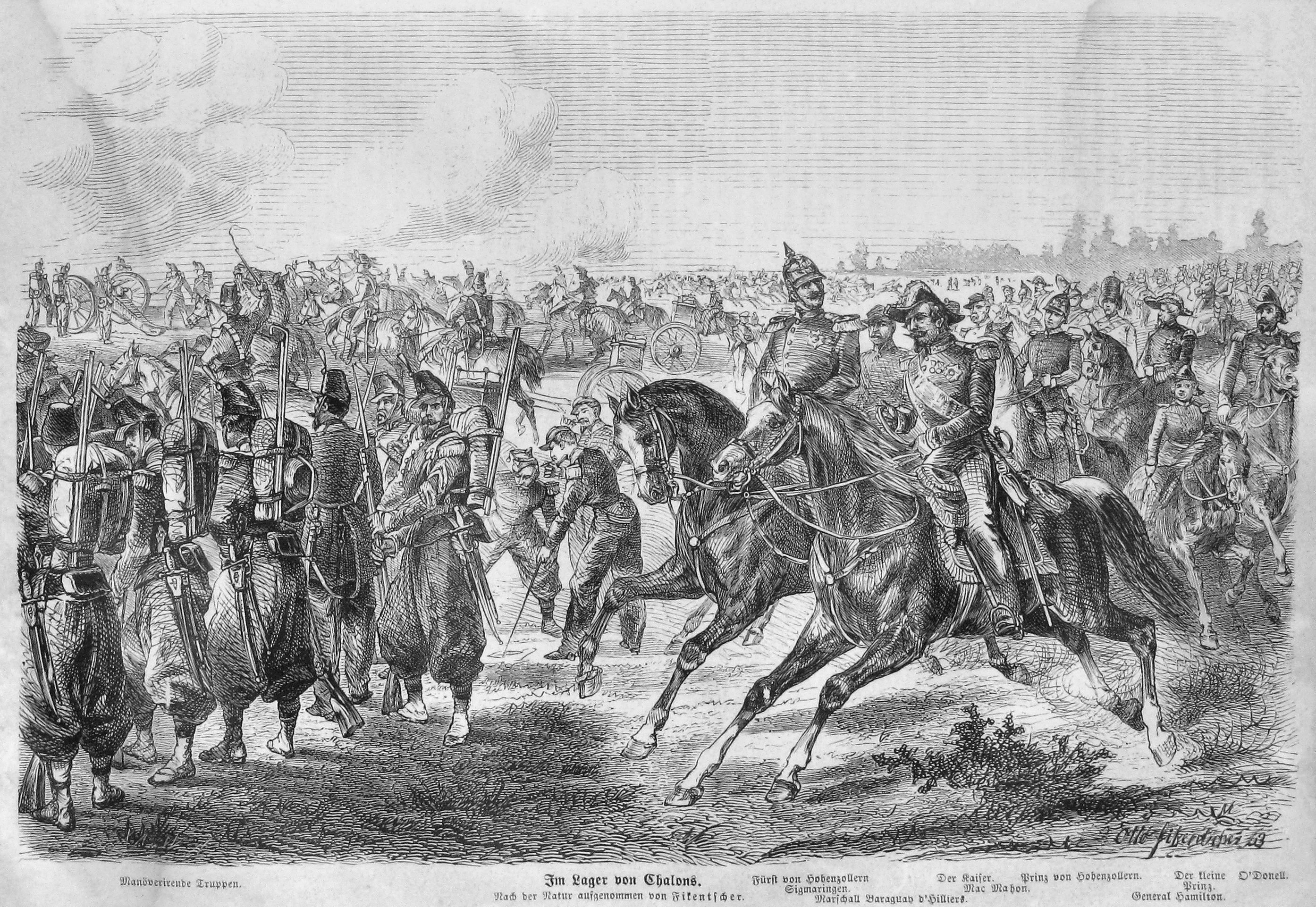
Die Gartenlaube (1863): Im Lager von Chalons. Nach der Natur aufgenommen von Fikentscher

Otto Clemens Fikentscher (* 28. Februar 1831 in Aachen; † 12. November 1880 in Düsseldorf) war ein deutscher Maler, Zeichner und Illustrator der Düsseldorfer Schule. Eine eventuelle Verwandtschaft mit dem namensgleichen Maler Otto Fikentscher, verheiratet mit der Malerin Jenny Fikentscher, ist nicht geklärt.

## Leben
Otto Fikentscher (der Ältere) begann sein Studium 1851 zunächst im „Antikensaal“ der Kunstakademie Düsseldorf, der von Karl Ferdinand Sohn geleitet wurde, und wechselte, wie seine Freunde Ernst Bosch, Robert Cauer d. Ä. und Carl Thiel, 1853 in die Malklasse von Theodor Hildebrandt. Er bildete sich in der Fachrichtung Historienmalerei aus und widmete sich, seiner speziellen Begabung entsprechend, vor allem der Darstellung von Pferden in historischen und aktuellen Reiterschlachten oder auch in Manöverszenen, die neben reinen Tierszenen auch in seinem Œuvre dominieren. 1856/1857 war er Mitglied im Künstlerverein Malkasten in Düsseldorf. Nachdem er sich einige Jahre in Stuttgart und München aufgehalten hatte, kehrte er nach Düsseldorf zurück und ließ sich hier endgültig nieder.
1864 gehörten er – August Beck, Emil Hünten, Wilhelm Camphausen und Adolph Northen – zu dem Aufgebot Düsseldorfer Künstler, die während des Deutsch-Dänischen Krieges um Schleswig-Holstein als Berichterstatter auf den Kriegsschauplatz geschickt wurden, und deren Arbeiten in der Folge in Ausstellungen in Düsseldorf und landesweit gezeigt wurden. Auch während des Deutschen Krieges 1866 und des Deutsch-Französischen Krieges 1870/1871 war er als Berichterstatter tätig. Die dort gewonnenen Eindrücke hielt er in Zeichnungen fest und setzte sie in Gemälde und Illustrationen um. Letztere erschienen als Reproduktionen in der Technik des Holzstichs in vielen der populären Zeitschriften, wie Die Gartenlaube – Illustrirtes Familienblatt und Über Land und Meer. Auch historische Kriegsereignisse wie die Schlacht bei Waterloo wurden von ihm thematisiert.
Zwei im Düsseldorfer Kunstverein im August 1861 gezeigte Arbeiten, Preußische Artillerie im Gefecht und Schlachtenbild, kommentierte ein Bericht: „Fickentscher [zeigte] eine fast an’s Wilde grenzende Lebendigkeit, aber auch eine gewisse Leichtfertigkeit in der Zeichnung. Jedoch verzeiht man ihm seine Zeichenfehler in Anbetracht der Kühnheit der Komposition.“

## Werke (Auswahl)
- Schlacht bei Solferino zwischen französischen und österreichischen Truppen. (1859)
- Preußische Infanterie im Gefecht. (1859)
- Österreichische Kavallerie und bespannte Artillerie im österreichisch-italienischen Krieg 1858/59. (1859)
- Husaren in der Schlacht. (1860)
- Pferde, welche ein gefallenes Fohlen gegen Hyänen verteidigen. (1860)
- Episode aus dem Gefecht bei Haynan am 26. Mai 1813. (1862)
- Szene aus dem Napoleonischen Krieg 1813. (1862)
- Blücher bei Ligny. (1862)
- Blüchers Rettung durch seinen Adjudanten Nostitz bei Quatre-Bras 1815. [SIC! bei Ligny am 16. Juni 1815.][1][2]
- Durch Schnellfeuer zurückgewichene französische Kavallerie bei Sedan am 1. Sept(ember) 1870.
- Attacke des 7. Kürassier-Regiments bei Mars-la-Tour.
- Kaiserproklamation in Versailles.
- Kampf zwischen Löwe und Königstiger. Erwerb der Städtischen Galerie Düsseldorf aus der Ausstellung des Kunstvereins, Düsseldorf 1900
- Büffel. Deutsch-nationale Kunstausstellung Düsseldorf, 1.5.–20.10.1902 (Ausst.-Kat., Nr. 246)
- In der Furt. Internationale Kunstausstellung Düsseldorf, 1. Mai – 23. Oktober 1904 (Ausst.-Kat., Nr. 593)

Illustrationen:
- Das Mädchen vom See. Lithographie nach Zeichnung von O. Fikentscher für das Märchen von W. Herchenbach. In: Märchen für Jung und Alt. 1. Auflage. Arnz & Co., Düsseldorf 1856
- Gustav Adolf bei Lützen. In: Freya. Illustrirte Blätter für die gebildete Welt. Stuttgart 1866, S. 277
- Friedrich Müller: Wilde Jagd. In: Die Gartenlaube. Heft 19, 1866, S. 300–302 (Volltext [Wikisource] – Die Rennbahn in Scharnhausen).
- Weihnachtsabend im Stall. In: Die Gartenlaube. Heft 51, 1873, S. 831, 834 (Volltext [Wikisource]).
- George Hesekiel: Kürassierlied. In: Die Gartenlaube. Heft 47, 1876, S. 785 (Volltext [Wikisource] – Wir sind von Byern Kürassier’).
- Plündernde Baschi Bozuk. (im russisch-türkischer Krieg). In: Daheim, 13. Jg., 1877, S. 696
- Manöverbilder. In: Die Gartenlaube. Heft 36, 1881, S. 596 (Volltext [Wikisource]).
- Ankunft im Quartier / Husarenattacke in Linie. In: Die Gartenlaube. Heft 36, 1881, S. 597 (Volltext [Wikisource]).
- Der Musterreiter der guten alten Zeit. In: Die Gartenlaube. Heft 20, 1883, S. 329 (Volltext [Wikisource]).

Illustrierte Bücher:
- Album für die Infanterie und ihre Freunde. mit lithographiertem Titel und 25 lithographierten Tafeln mit Tongrund. Cöln: Calow, um 1856
- Adelbert Heinrich von Baudissin: Schleswig-Holstein meeresumschlungen. Kriegs- und Friedensbilder aus dem Jahre 1864. Stuttgart, Hallberger 1865.
- Illustrirte Kriegs-Chronik. Gedenkbuch an den Feldzug von 1866 in Deutschland und Italien. (2. Auflage) Leipzig 1867, mit Illustrationen von O. Fikentscher, Chr. Sell, Aug. Beck, L. Braun, R. Geißler, O. Günther und anderen.
- Franz Wiedemann: Wenn jemand eine Reise thut so kann er was erzählen. Goldonkels Reiseerlebnisse in 4 Welttheilen der Jugend erzählt. Dresden 1871.
- Joseph Kürschner (Hrsg.): Der große Krieg 1870-71 in Zeitberichten. Berlin 1895, mit Illustrationen, u. a. von O.Fikentscher: Gefecht bei La Force. Preuß. Schnellfeuer bei Sedan, 1.9.1870. und Gefecht bei Courcelles, 14.8.1870.
- Victor von Strantz (Hrsg.): Die Deutschen Einigungskriege. Illustrierte Kriegschronik der Jahre 1864, 1866 und 1870-71. Mit teils ganzseitigen Illustrationen, Karten und Plänen. Leipzig, J.J. Weber 1871. Mit Holzschnitt-Illustrationen u. a. (12) nach O. Fikentscher.
- Album für die Cavallerie und ihre Freunde. 25 militairische Darstellungen.[4][5]